# Plans de Muller
Els Plans de Muller és una plana dels municipis dels Plans de Sió a la Segarra i de Tàrrega a l'Urgell.